# Campeonato Paulista de Futebol de 1979 - Divisão Intermediária
O Campeonato Paulista de Futebol de 1979 - Divisão Intermediária foi a 33.ª edição do torneio promovida pela Federação Paulista de Futebol, e
equivaleu ao segundo nível do futebol no estado de São Paulo. O Taubaté conquistou seu segunda título na competição.

## Regulamento
Na primeira fase, os 20 times foram divididos em dois grupos com 10 equipes. As equipes se enfrentaram em turno e returno. Os seis primeiros colocados avançaram para a segunda fase. No grupo A se classificaram São José, Taubaté, Santo André, Portuguesa, Esportiva e Ginásio Pinhalense. Na chave B os melhores posicionados foram Independente, Rio Claro, Rio Branco, Sãocarlense, Barretos e Votuporanguense.
Nesta etapa, as agremiações formaram uma única chave, com confrontos de ida e volta entre os times oriundos dos grupos A e B. Ao término da segunda fase, os quatro times com a maior pontuação classificaram para o quadrangular final: Taubaté, São José, Esportiva e Santo André.
As equipes se enfrentaram em seis rodadas, em jogos de ida e volta. Ao término da fase o time que marcou mais pontos garantiu acesso ao Campeonato Paulista da Divisão Especial de 1980, enquanto que o segundo colocado disputou o acesso contra o vice-lanterna da Divisão Especial de 1979.